# Reuzenkerk

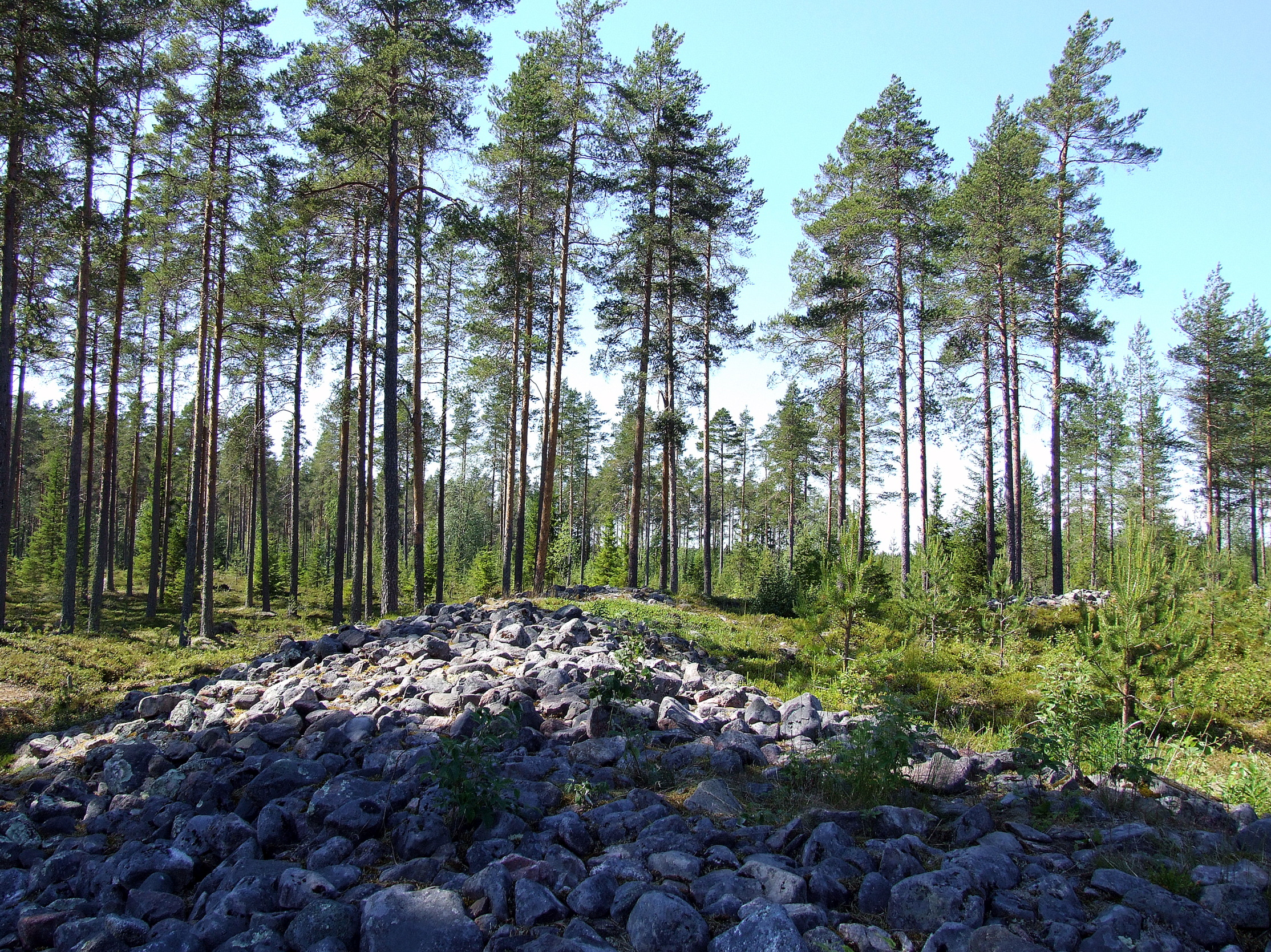
de reuzenkerk van Kastelli

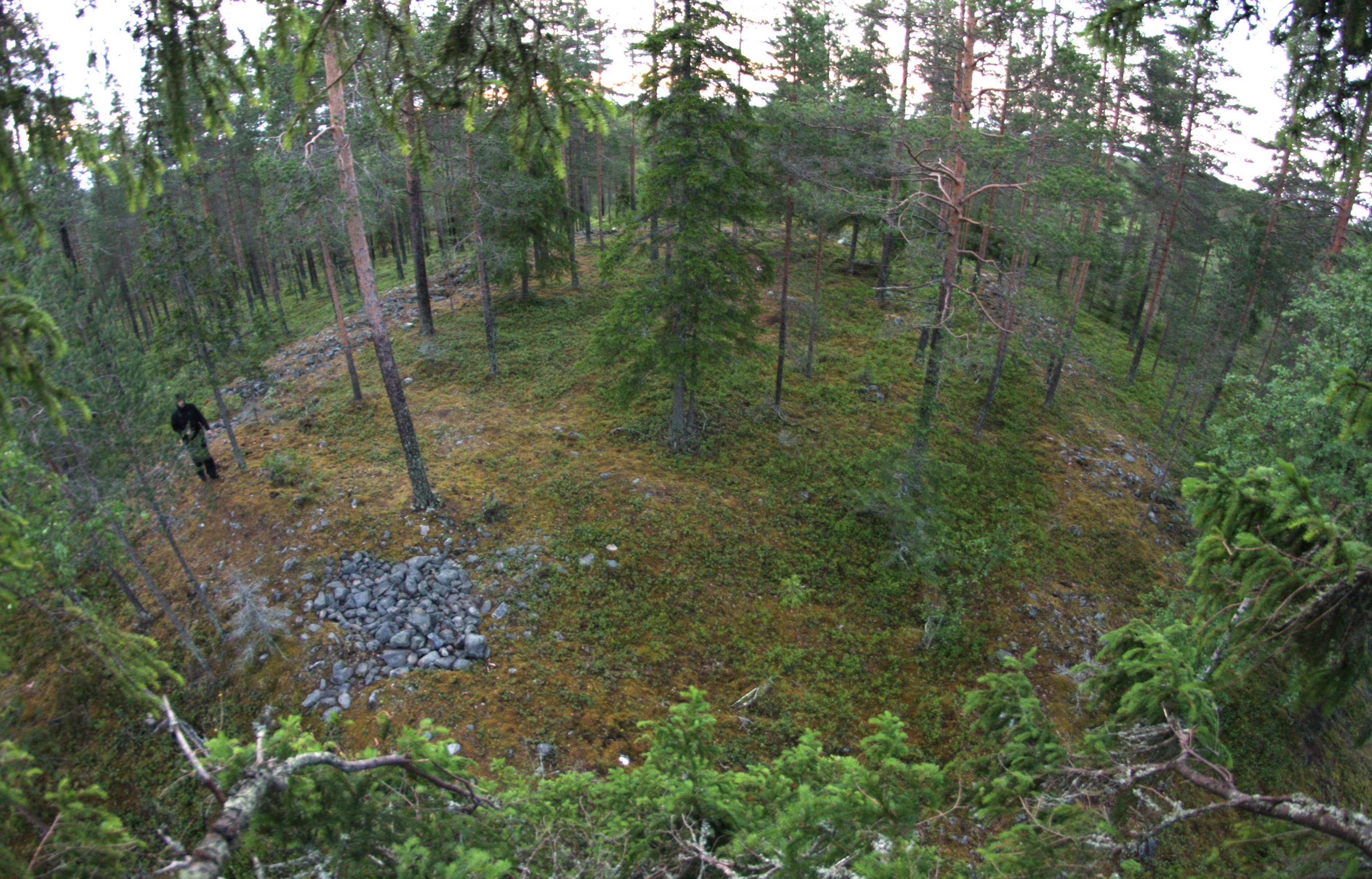
de reuzenkerk van Rajakangas in Oulu

Reuzenkerken (Fins: jätinkirkko, metelinkirkko, pirunrkirkko, jatulinkirkko etc.) zijn grote stenen constructies uit het stenen tijdperk die te vinden zijn in Noord-Ostrobothnië en aan de noordkust van de Botnische Baai. De grootste is de reuzenkerk van Kastelli bij Raahe, met een lengte van 60 meter. Gebouwen vergelijkbaar met de Finse reuzenkerken zijn ook aan de noordkust van Zweden gevonden. 

## Beschrijving
Reuzenkerken zijn neolithische bouwwerken, uniek voor het kustgebied tussen Yli-Ii en Närpes in Noord-Ostrobothnië. Ze dateren van 2.500-2.000 v.Chr. en zijn geconcentreerd aan de voormalige kust. De meeste werden gebouwd op eilanden of drumlins, maar bevinden zich nu als gevolg van postglaciale opheffing tot 30 kilometer landinwaarts. Er zijn er tussen de 40 en 50, afhankelijk van de definitie.
De reuzenkerken zijn meestal rechthoekig, met een lengte variëren van ongeveer 12 tot 60 meter. De wallen zijn 2-6 m dik en bestaat meestal uit kleine steentjes. Hun hoogte is gering, in sommige gevallen tussen een halve en twee meter. Er zijn ook ovale, ronde en open vormen. Er kunnen 1-5 poorten zijn, maar meestal zijn het er 2-4. Soms bevindt zich erbinnen nog een tweede wal. 
De functie van reuzenkerken is al meer dan een eeuw een onderwerp van discussie. Ze werden beschouwd als woningen, begraafplaatsen, tempels, forten, natuurlijke formaties en gigantische koelhuizen voor zeehondenvlees of wild. Sommige van de kleinere gebouwen hadden als woning kunnen worden gebruikt, maar de grotere zouden voor dit doel onpraktisch zijn geweest. Binnen de structuren zijn geen tekenen van permanente bewoning gevonden. Vanwege de meerdere poorten waren de grotere reuzenkerken ook weinig geschikt als forten.

## Bouwers
In de buurt van de reuzenkerken zijn laat-neolithische artefacten gevonden, onder meer Pöljä-keramiek en kwartswerktuigen. De oudere reuzenkerken aan het Iijoki-estuarium uit de periode 3500-2000 v.Chr. werden toegeschreven aan de Kierikkicultuur. De Pöljä- en Kierikkicultuur behorden tot de kamkeramiekculturen. De bouwers behoorden niet tot de mensen van de strijdbijlcultuur die tegelijkertijd in Zuid-Finland leefden. De grens van deze archeologische culturen lag ergens rond Vaasa. 

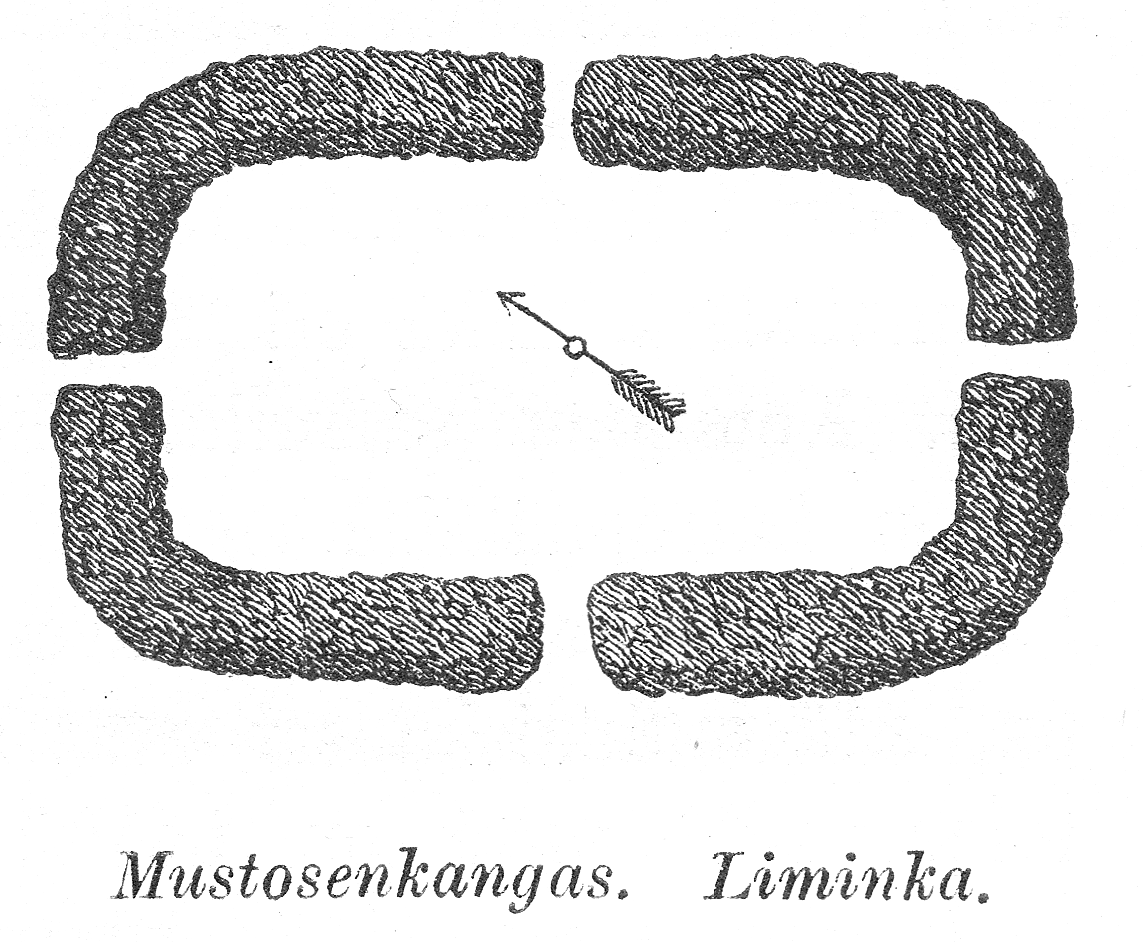
reuzenkerk van Liminka
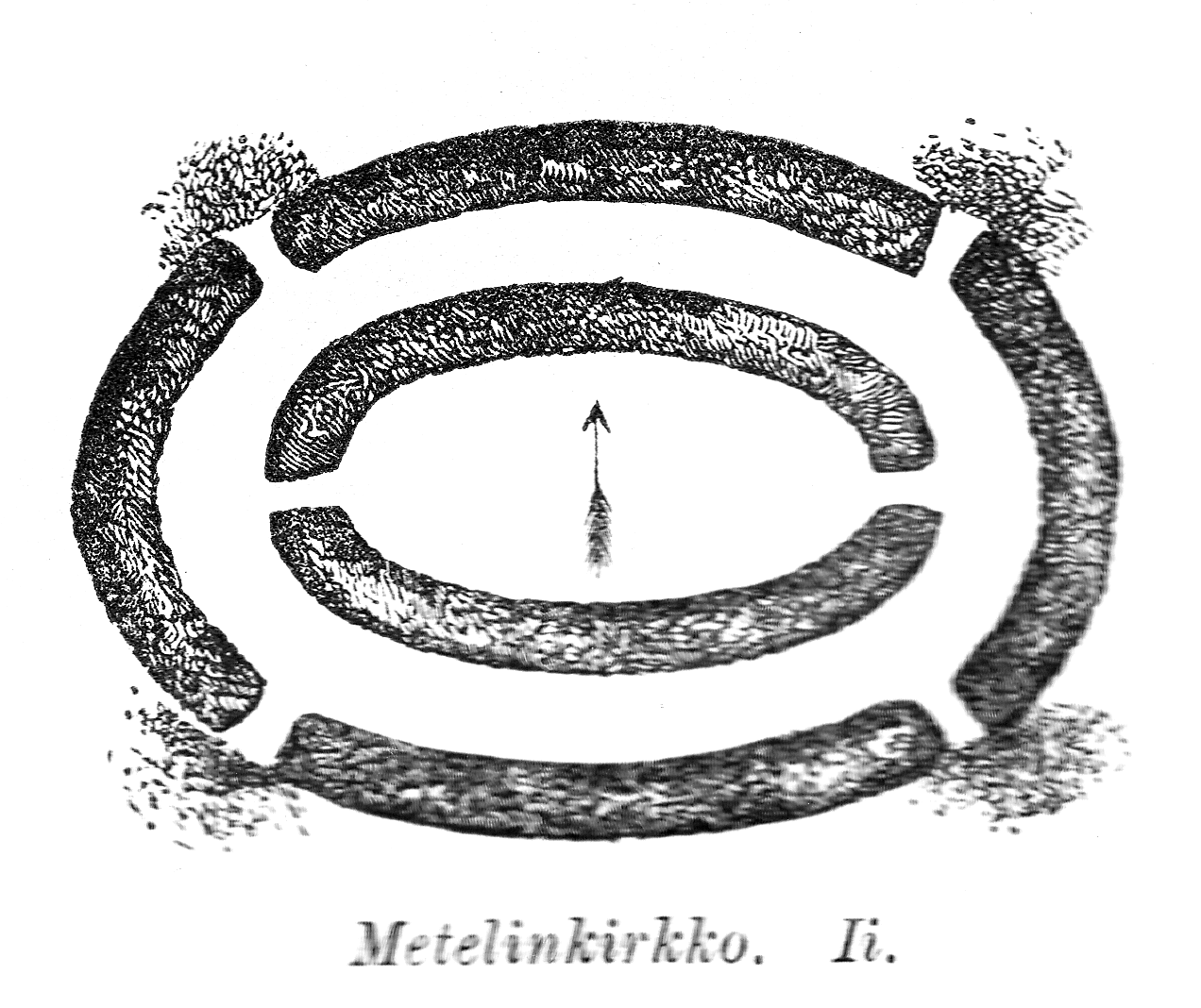
reuzenkerk van Metelinkirkko
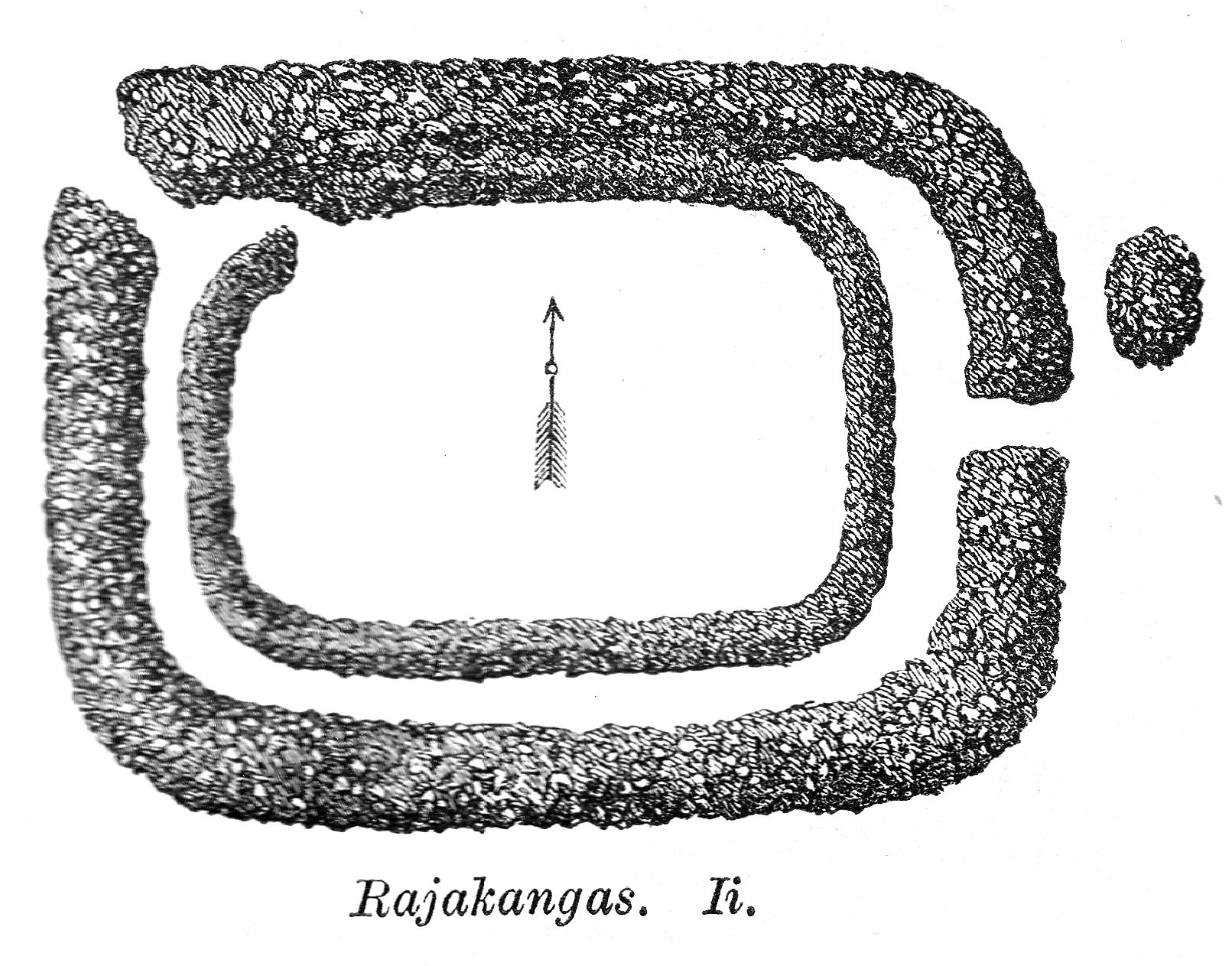
reuzenkerk van Haukipudas